# فرودگاه کارورو
فرودگاه کارورو (به انگلیسی: Caruaru Airport) (به زبان بومی: Aeroporto Oscar Laranjeira) یک فرودگاه همگانی مسافربری با کد یاتا CAU است که یک باند فرود آسفالت دارد و طول باند آن ۱۸۰۰ متر است. این فرودگاه در کشور برزیل قرار دارد و در ارتفاع ۵۷۶ متری از سطح دریا واقع شده‌است.